# Кензан-Мару (950)
Кензан-Мару (950) — транспортне судно, яке під час Другої світової війни брало участь у операціях японських збройних сил на Тихому океані. Також є відомості, що в якийсь момент судно переобладнали в канонерський човен.
Судно спорудили в 1938 році на верфі Sanoyasu Dockyard у Осаці. 
31 серпня 1944-го «Кензан-Мару» вийшло з Амбону (південна частина Молуккського архіпелагу), маючи на борту близько двох з половиною сотень військовополонених. 12—13 вересня судно побувало в Макассарі (південно-західний півострів острова Сулавесі), а 15 вересня прибуло до південно-східного завершення Борнео, де очікувало інструкцій про подальший маршрут майже два тижні. Умови утримання військовополонених були дуже важкими, що призводило до щоденних смертей серед них. Нарешті, 27—29 вересня судно пройшло до Сурабаї (головна база на сході острова Ява), звідки полонених повезли залізницею.
7 травня 1945-го «Кензан-Мару» перебувало в Макассарі, де було потоплене під час атаки американських літаків B-24.